# Emile Haynie
Emile Haynie, muitas vezes creditado apenas como Emile, é um produtor musical americano. Ele foi nomeada para ao Prêmio Grammy de 2010 na categoria "Álbum do Ano" e ganhou o prêmio de "Melhor Álbum de Rap", ambas nomeações partiram-se do álbum Recovery, do rapper Eminem.  Emile trabalha em seu estúdio localizado em Nova Iorque, no pequeno povoado de Manhattan, no bairro Chelsea.

## Carreira
Emile é natural de Buffalo, Nova Iorque. Começou sua carreira quando produziu o CD  do rapper Proof, falecido em abril de 2006. Também produziu músicas dos rappers Raekwon, Comega e C-Rayz Walz. Haynie remixou a canção de Michael Jackson de 1972, "Maria (You Were the Only One)", para o álbum de 2009, The Suite Remix.
O produtor também trabalhou no álbum Born to Die da cantora Lana Del Rey, lançado em 2012. O álbum chegou número um nos países como Reino Unido, Alemanha, Suíça, entre outros. Ainda trabalhou com Fun, no álbum Some Nights e com Bruno Mars no álbum Unorthodox Jukebox.